# Tschechische Literatur
Als tschechische Literatur werden die niedergeschriebenen oder mündlich überlieferten Texte in tschechischer Sprache, vor allem der Belletristik, bezeichnet. Zusätzlich muss die Literatur, die auf dem Gebiet des heutigen Staates Tschechien in lateinischer, deutscher und hebräischer Sprache im Lauf der Jahrhunderte entstanden ist, beachtet werden. Tschechischsprachige Publikationen im Ausland werden als tschechische Exilliteratur bezeichnet.

## Mittelalter

### Altkirchenslawische Literatur im Mährischen Reich
Während der christlichen Missionierung des Mährerreichs im 9. Jahrhundert entstanden die ältesten Denkmäler slawischer Literatur. Fürst Rastislav holte 862 die beiden byzantinischen Gelehrten Kyrill und Method nach Mähren. Sie missionierten in altkirchenslawischer Sprache, für die Kyrill eigens die glagolitische Schrift geschaffen hatte. 868 erkannte Papst Hadrian II. die slawische Liturgie an. Das älteste erhaltene Schriftstück ist der Proglas, ein Kyrill zugeschriebene Vorrede zur Übersetzung der Evangelien. Ende des 9. Jahrhunderts entstanden die Heiligenviten Leben des Konstantin und Leben des Method, in denen das Leben der beiden Slawenapostel von Zeitgenossen festgehalten wurde. Nach dem Verbot der slawischen Liturgie 885 und der Flucht vieler Schüler Kyrill und Methods nach Kroatien und Bulgarien setzte sich die lateinische Kirche in Mähren durch.

### Lateinische und altkirchenslawische Tradition in Böhmen

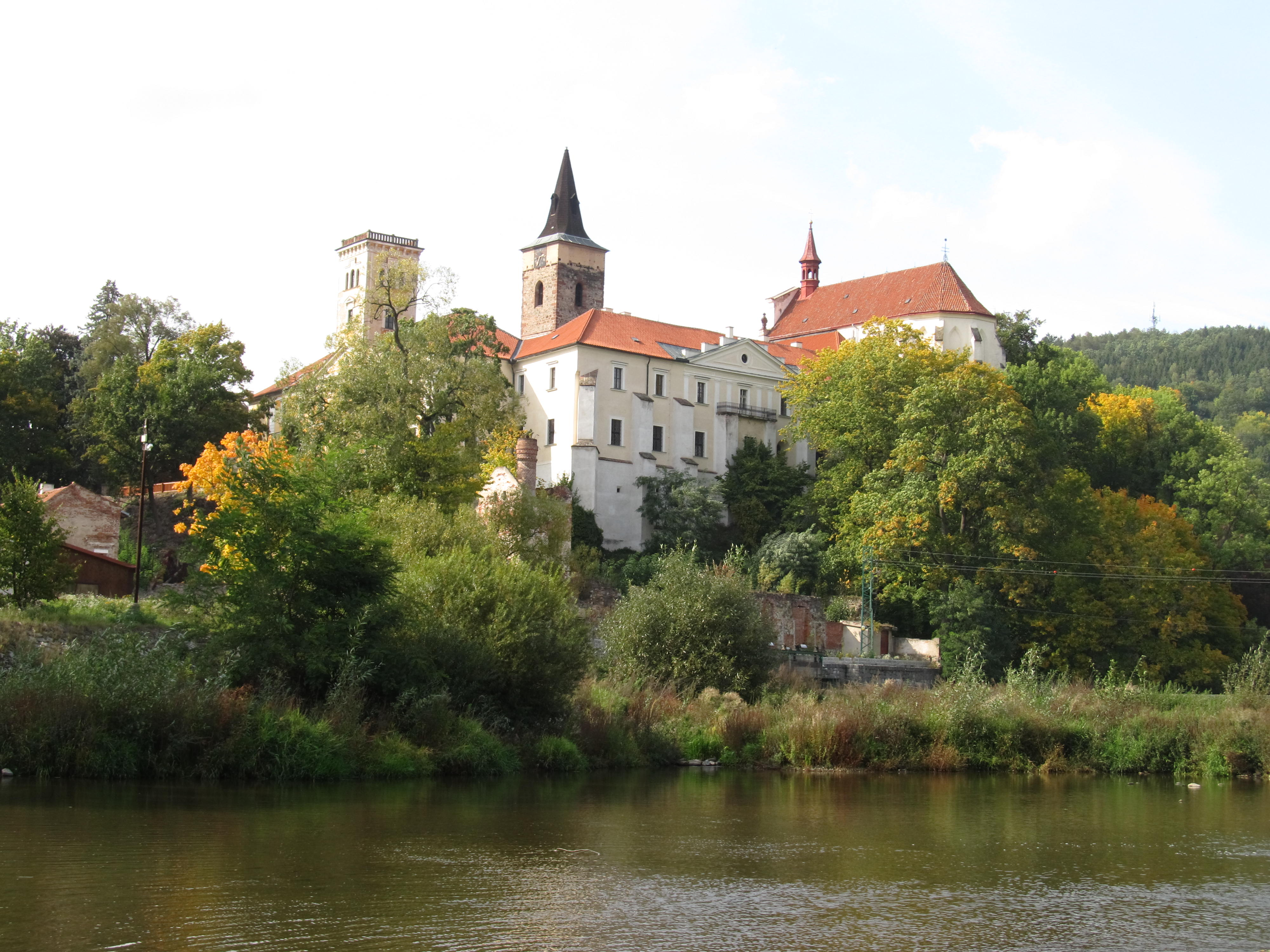
Kloster Sázava

Ende des 9. Jahrhunderts ließ sich der böhmische Herzog Bořivoj I. mit seiner Frau Ludmilla taufen und von Method im christlichen Glauben unterwiesen. Sein Sohn Spytihněv I. ging auf Distanz zum Mährerreich und festigte die Herrschaft der Přemysliden in Böhmen. Die Kirche und die böhmischen Herrscher förderten mit lateinischen Texten eine weitere Christianisierung, die mit der Gründung des Bistums Prag im Jahr 973 besiegelt wurde. Bis ins 11. Jahrhundert war auch die altkirchenslawische Tradition in Böhmen lebendig, sie hielt jedoch dem Druck aus Rom nicht stand.
Zentrum der altkirchenslawischen Tradition war das vom heiligen Prokop gegründete Kloster Sázava bei Prag. Die altkirchenslawischen Texte enthalten Legenden böhmisch-westslawischen Ursprungs, wie etwa die Legende vom Heiligen Wenzel, die um 950 entstanden sein dürfte, jedoch erst im 14. Jahrhundert niedergeschrieben wurde. Bedeutend sind auch die Legende von der Heiligen Ludmilla und die sogenannten Prager Blätter, die christliche Bittgebete enthalten.
Vom 11. bis ins 13. Jahrhundert war die Lateinische Sprache die dominante Literatur- und Gelehrtensprache im tschechischen Siedlungsgebiet. Zu nennen sind hier die Hagiographien, Heiligenlegenden, deren bedeutendste die Christianslegende ist. Sie ist auch als historische Quelle von großer Wichtigkeit und enthält als erste die přemyslidische Herkunftssage. Beachtet bis heute wird die Chronica Boemorum („Chronik der Böhmen“) des Cosmas von Prag, der auch als „Herodot des Mittelalters“ bezeichnet wurde, und deren Fortsetzung durch Benesch von Weitmühl.

### Die Anfänge der tschechischsprachigen Literatur im 13. und 14. Jahrhundert

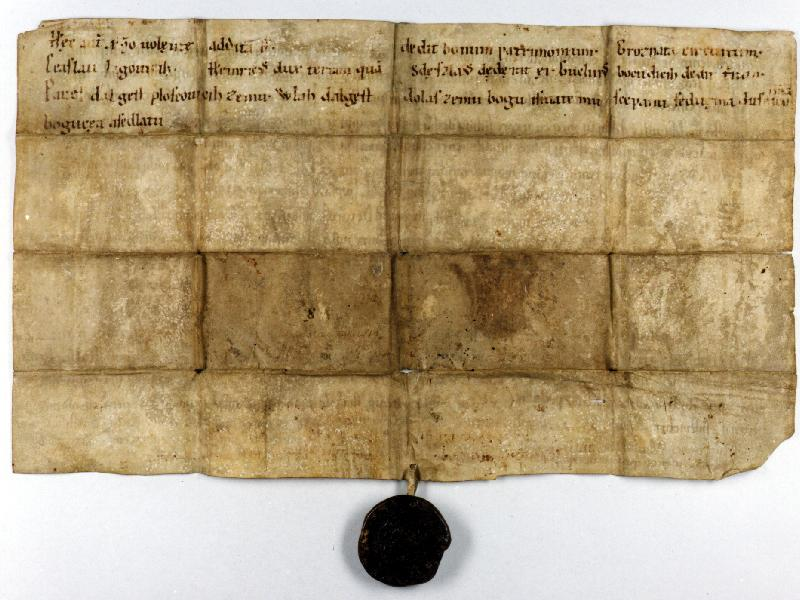
Der erste tschechische Satz auf der Gründungsurkunde des Leitmeritzer Kapitels

Alttschechische Literatur ist etwa ab dem Jahr 1300 greifbar. Das älteste erhaltene Dokument in tschechischer Sprache ist ein Satz auf der Gründungsurkunde des Leitmeritzer Kapitels, der in den Anfang des 13. Jahrhunderts datiert. Die ersten literarischen Texte in alttschechischer Sprache sind:
- „Hospodine, pomiluj ny“ (Herr, erbarme dich unser), urkundlich belegt im Jahr 1055, älteste erhaltene Niederschrift aus dem Jahr 1397
- „Svatý Václave, vévodo české země“ (St.-Wenzels-Choral)
- Ostrovská píseň (Ostrover Lied), Kloster Ostrov
- Kunhutina modlitba (Gebet der Kunigunde), Anfang des 14. Jahrhunderts, aus dem Brevier der Äbtissin Kunigunde von Böhmen
- der alttschechische Alexanderroman (Alexandreis), um 1310, Bilder aus dem Leben Alexanders des Großen
- die Dalimil-Chronik, als erste tschechischsprachige Chronik
- Mastičkář, eine erste dramatische Dichtung, als Zwischenspiel zu geistlich-religiösen Festspielen entstanden; hat jedoch teilweise weltlich-satirische Tendenzen.

Mit dem bedeutendsten böhmischen König Karl IV. aus dem Haus Luxemburg wurde Prag Hauptstadt des Heiligen Römischen Reiches und Mittelpunkt eines Kulturgebietes. Es kam zu einer wirtschaftlichen Blütezeit, die einen Aufschwung der Dichtung und die Gründung der Karls-Universität in Prag mit sich brachte. Latein war weiterhin die Sprache der Literatur und Wissenschaft.
Als einer der ersten namentlich bekannten Autoren, die in tschechischer Sprache schrieben, gilt Smil Flaška von Pardubitz. Seine allegorische Dichtung Nová rada vermittelt politischen Weisheiten im Bild eines Parlaments der Tiere. Ein weiterer Autor des 14. Jahrhunderts ist Tomáš Štítný ze Štítného. Seine theologischen und philosophischen Traktate machen ihn zum Vorläufer der hussitischen Reformbewegung.

### Deutsche Texte
Durch die Deutsche Besiedelung der slawischer Gebiete seit dem 13. Jahrhundert beeinflusste die deutsche Kultur und Sprache auch das höfische Leben der in Böhmen herrschenden Dynastie der Přemysliden und nachfolgende Generationen. Dies machte sich besonders stark in der Tradition des beliebten Minnesangs bemerkbar. Am böhmischen Hof wirkte etwa Reinmar von Zweter. Ulrich von Etzenbach schrieb Huldigungen an Ottokar II. Přemysl. Dessen Sohn König Wenzel II. dichtete sogar selbst als „Wenzel von Beheim“ Minnesang in deutscher Sprache

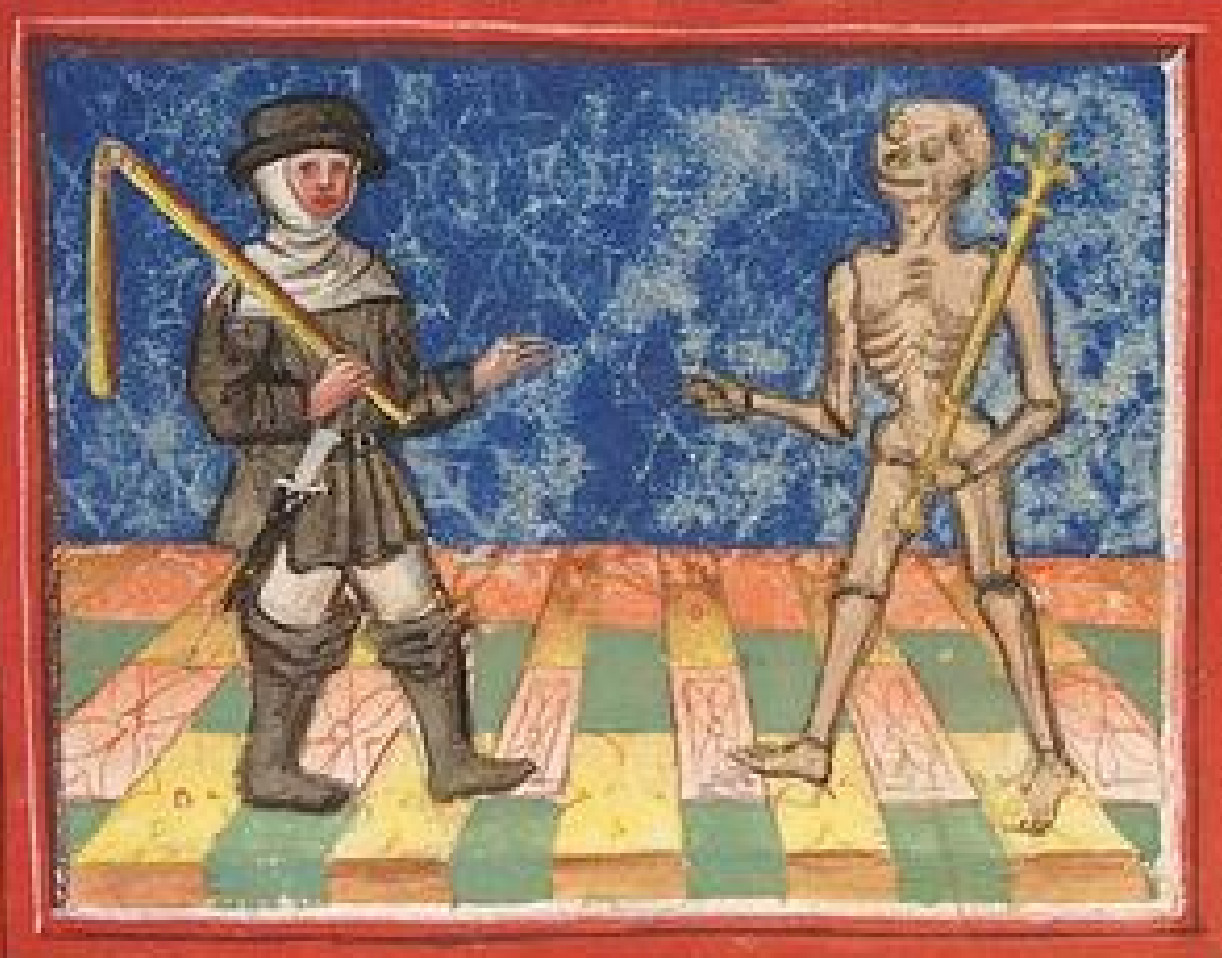
Der Ackermann aus Böhmen, im Streitgespräch mit dem Tod

Mitte des 14. Jahrhunderts erschien Di tutsch kronik von Behem lant, eine Übersetzung und Überarbeitung der Dalimil-Chronik aus dem Tschechischen. Johannes von Neumarkt, der Kanzler Kaiser Karls IV wirkte über Böhmen hinaus stilprägend. Im Jahr 1460 wurde Der Ackermann aus Böhmen des Johannes von Tepl gedruckt, eine der eindrucksvollsten Publikationen des Mittelalters in Böhmen. Das tschechische Gegenstück zum Ackermann, der Tkadleček nimmt Anleihen bei dem Werk. Denkbar ist auch eine gemeinsame Vorlage.

### Hebräische Texte
Unter den Přemysliden waren die Juden als Handelsleuten und Geldgeber ein ökonomisch und kulturell bedeutender Faktor in Böhmen. Die damals entstandenen hebräischen Texte sollen zahlreicher als die lateinischen gewesen sein. Besonders prägend waren die „Prager Talmudisten“, deren Schriften allerdings nur mehr in Fragmenten erhalten sind. Die Prager Talmudisten bedienten sich auch tschechischer Glossen, so erklärt etwa Isaak ben Mose unbekannte hebräische Wörter in seiner Muttersprache.
Das große Pogrom des Jahres 1389 und zahlreiche Brände zerstörten diese Literatur weitgehend. Josef Dobrovský veröffentlichte 1777 nach eigenen Forschungen „Pragische Fragmente hebräischer Handschriften“.

### Hussitismus

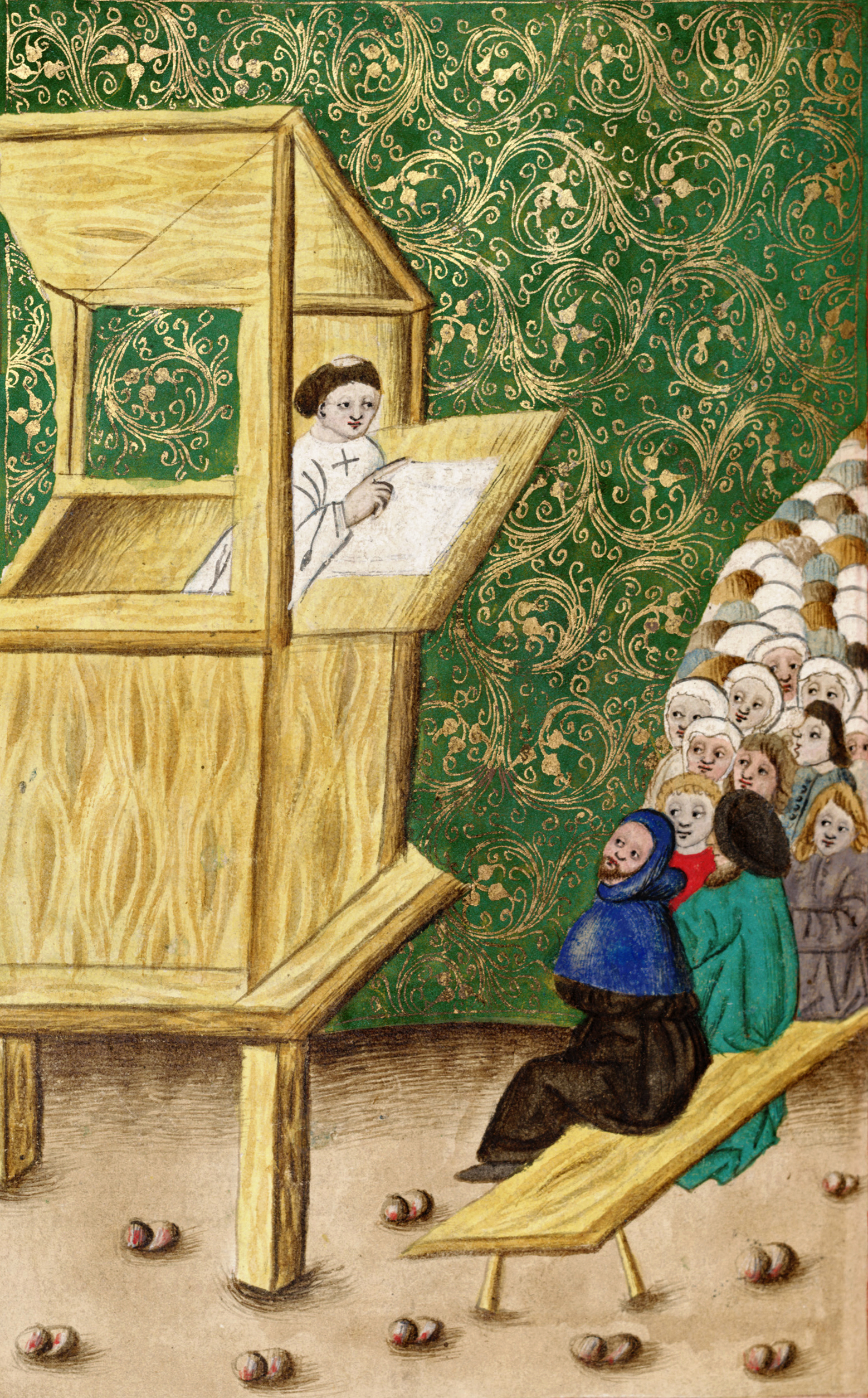
Predigt des Jan Hus, Jenaer Kodex

Der Reformator Jan Hus – eine der prägendsten Gestalten der tschechischen Geschichte – wurde 1370 in Südböhmen geboren. Nach einem Studium in Prag wurde er Anhänger des englischen Kirchenkritikers John Wyclif, der gegen die Privilegien des römisch-katholischen Klerus und andere Missstände in der Kirche eintrat und die alleinige Autorität der Bibel einforderte. Hus strebte unter anderem die Kommunion in beiderlei Gestalt (sub utraque specie) an.
Die Publikationen des Jan Hus, sowohl in Latein als auch in Tschechisch sind von großer Bedeutung für die tschechische Sprache. Er gilt als der Begründer des diakritischen Systems. In Orthographia Bohemica führt er erstmals Diakritika anstelle von Digraphen ein und setzt damit die Grundlage der Ausgestaltung der heutigen tschechischen Schriftsprache. Außerdem verfasste er einen Katechismus zur Erläuterung der zentralen Texte des Christentums sowie das „Knížky o svatokupectvi“ (dt. „Büchlein über die Simonie“) im Tschechisch der damaligen Zeit.
Aufgrund seiner Kritik an der römisch-katholischen Kirche wurde er am Konzil von Konstanz 1415 als Ketzer verurteilt und starb den Feuertod. Die Empörung seiner Anhänger führte zum Ersten Prager Fenstersturz aus dem Neustädter Rathaus und den Hussitenkriegen. Bekannt sind die Hussitenlieder, die im Kantional von Jistebnice gesammelt sind, darunter insbesondere Ktož jsú boží bojovníci. Die Wirren der Hussitenzeit wirkten zerstörend für Literatur und Kunst in Böhmen. Lorenz von Brösau hat die Ereignisse in der Husitská kronika (Hussitenchronik) niedergeschrieben.
Unter den hussitischen Autoren sticht Petr Chelčický heraus, der sich gegen weltliche Macht und Gewaltausübung durch die Kirche wandte und eine Besinnung auf das Urchristentum einmahnte. In seinem Hauptwerk Sieť viery (Netz des Glaubens) kritisiert er die mittelalterliche Feudalgesellschaft und vergleicht Papst und Kaiser mit zwei gefräßigen Walfischen, die das Fischernetz des Christentums zerreißen.

## Neuzeit

### Humanismus und Renaissance

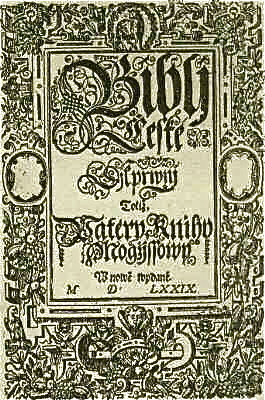
Die Kralitzer Bibel

Um 1450 zu Beginn der Neuzeit entstand aus der Reformbewegung der Hussiten die Gemeinde der Böhmischen Brüder (unitas fratrum), die in der Nachfolge Petr Chelčickýs für Gewaltfreiheit und freiwillige Besitzlosigkeit eintrat. Aus ihr ging die Kralitzer Bibel („Kralická bible“) hervor, die erste Bibelübersetzung aus den Originalsprachen Hebräisch, Aramäisch und Griechisch in die tschechische Sprache. Ein Apologet der Brüdergemeinde war Jan Blahoslav, Bibelübersetzer, Historiker der Gemeinde und Verfasser der „Gramatika česká“.
Renaissanceliteratur gab es in Böhmen nur vereinzelt, Hynek z Poděbrad schrieb Parodien und übersetzte zum Beispiel den Dekameron von Giovanni Boccaccio.
In der Zeit des Humanismus war die vorherrschende europäische Kultursprache Latein. Böhmische Humanisten waren etwa Bohuslaus Lobkowicz von Hassenstein, Jan Campanus Vodňanský und die erste namentlich bekannte Dichterin Elisabeth Johanna von Weston. Es gab aber zahlreiche Gelehrte in Böhmen, die beweisen wollten, dass Tschechisch als Sprache fähig sei, die gleichen Inhalte auszudrücken wie die großen Vorbilder in lateinischer Sprache. Zunächst erschienen deshalb zahlreiche Übersetzungen aus dem Lateinischen. Viktorin Kornel ze Všehrd zum Beispiel wechselte zur tschechischen Sprache, damit ein größerer Leserkreis seine Texte verstehen konnte. Gemäß diesem humanistischen Bildungsgedanken übersetzte er auch antike und frühchristliche Autoren. Řehoř Hrubý z Jelení übersetzte Cicero, Petrarca und Erasmus von Rotterdam.
Im 16. Jahrhundert war der Verleger und Drucker Daniel Adam z Veleslavína normbildend und sprachprägend. Er übernahm die Druckerei Melantrich, deren Bedeutung weit über Böhmen hinausging. Auf sein im Druck erschienenes Tschechisch wurde zu Beginn des 19. Jahrhunderts zurückgegriffen (siehe: Nationale Wiedergeburt). Um die Übertragung naturwissenschaftlicher Texte ins Tschechische machte sich Thaddaeus Hagecius verdient. Bedeutend wurde auch die „Kronika česká“ des Václav Hájek z Libočan, eine parteiische, deutschfeindliche Chronik, die bis in das 19. Jahrhundert viel gelesen wurde.

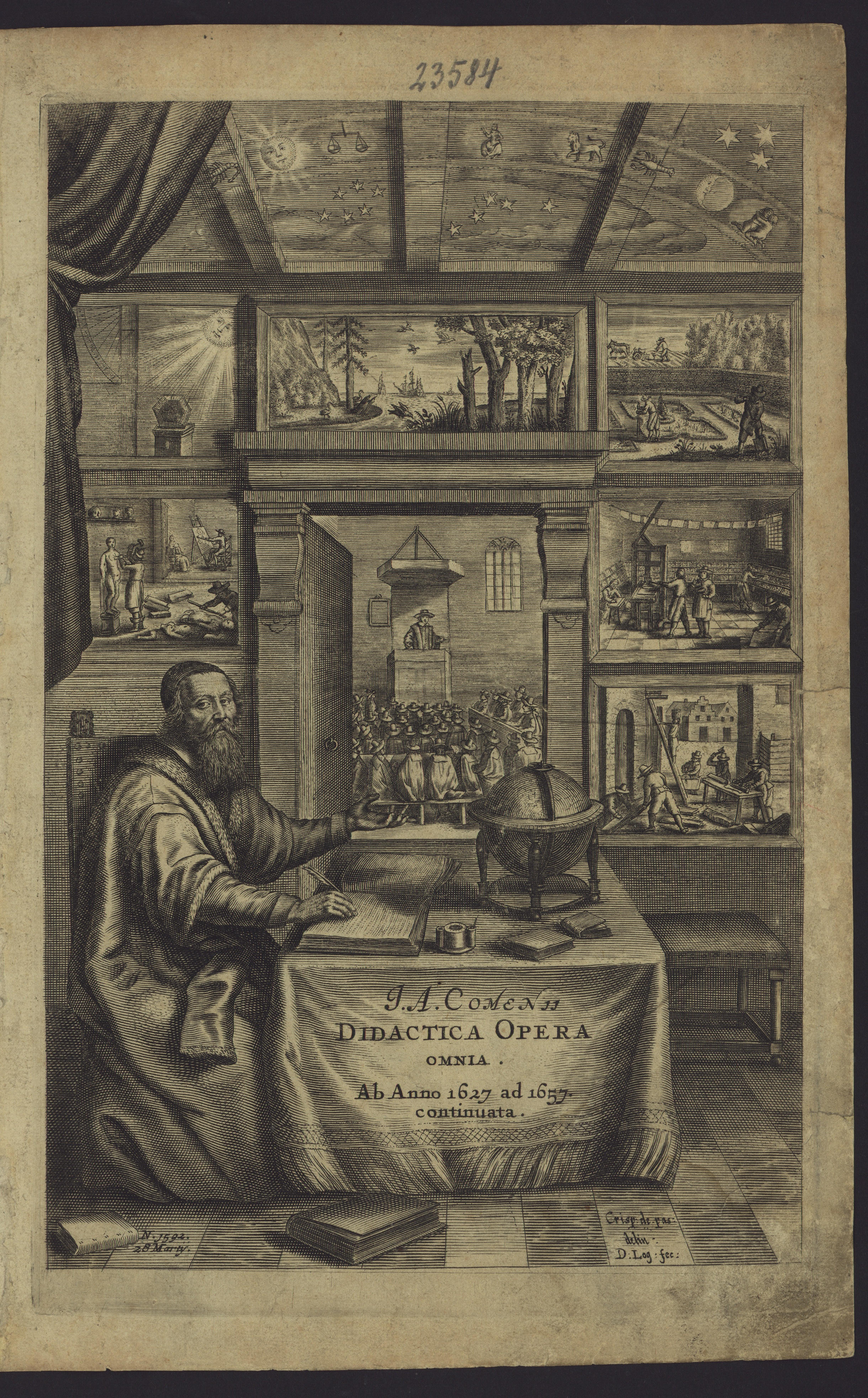
Der große Pädagoge Johann Amos Comenius

Der aus Südmähren stammende Bischof Jan Amos Komenský (Johann Amos Comenius) gilt als bedeutendster Gelehrter der Zeit, er war im Exil in Ungarn, Schlesien, England und Schweden tätig und verstarb in Amsterdam. Seine didaktisch-pädagogischen Werke („Didactica Magna“) in lateinischer Sprache sind bis heute prägend für die Gestaltung von Schulbüchern, den Unterricht für Jungen und Mädchen. Er wurde häufig als „Lehrer der Nationen“ bezeichnet, wird in Ortsgeschichten rühmend erwähnt, wurde Namensgeber von Schulen und des europäischen Programms Comenius für schulische Bildung. Sein herausragendstes literarisches Werk ist der utopische Roman Labyrint světa a ráj srdce (Das Labyrinth der Welt und das Paradies des Herzens).

### Barock
Die Vertreibung der Protestanten und die Rekatholisierung in Böhmen seit Beginn des Dreißigjährigen Krieges (1618–1648) führten dazu, dass die Barockliteratur stark vom Katholizismus geprägt war, häufig finden sich Dichtungen der Marienverehrung oder Gesangbücher (Kancionály). Herausragend sind die poetischen Texte des Komponisten Adam Michna. Besonders bekannt ist Matěj Václav Šteyers „Český kancionál“, das über 850 Lieder beinhaltet. Zu den Meisterwerken der katholischen Dichtung zählt „Co Bůh? Člověk?“, eine poetische Meditation über das Verhältnis zwischen Mensch und Gott des Jesuiten Bedřich Bridel. Die reiche Metaphorik des Werkes ist vergleichbar mit der des Andreas Gryphius.
Die tschechischen Übersetzungen des Jesuiten Felix Kadlinský enthalten religiöse Trostliteratur zur Bewältigung des Alltags während des Dreißigjährigen Krieges. Erwähnenswert ist auch das Werk des Universalgelehrten Bohuslav Balbín, der historische und hagiographische Schriften als auch eine apologetische Abhandlung über die slawischen Sprachen verfasste, mit besonderem Augenmerk auf die tschechische Sprache, für deren Verwendung er sich stark einsetzte.

### Klassizismus und nationale Wiedergeburt

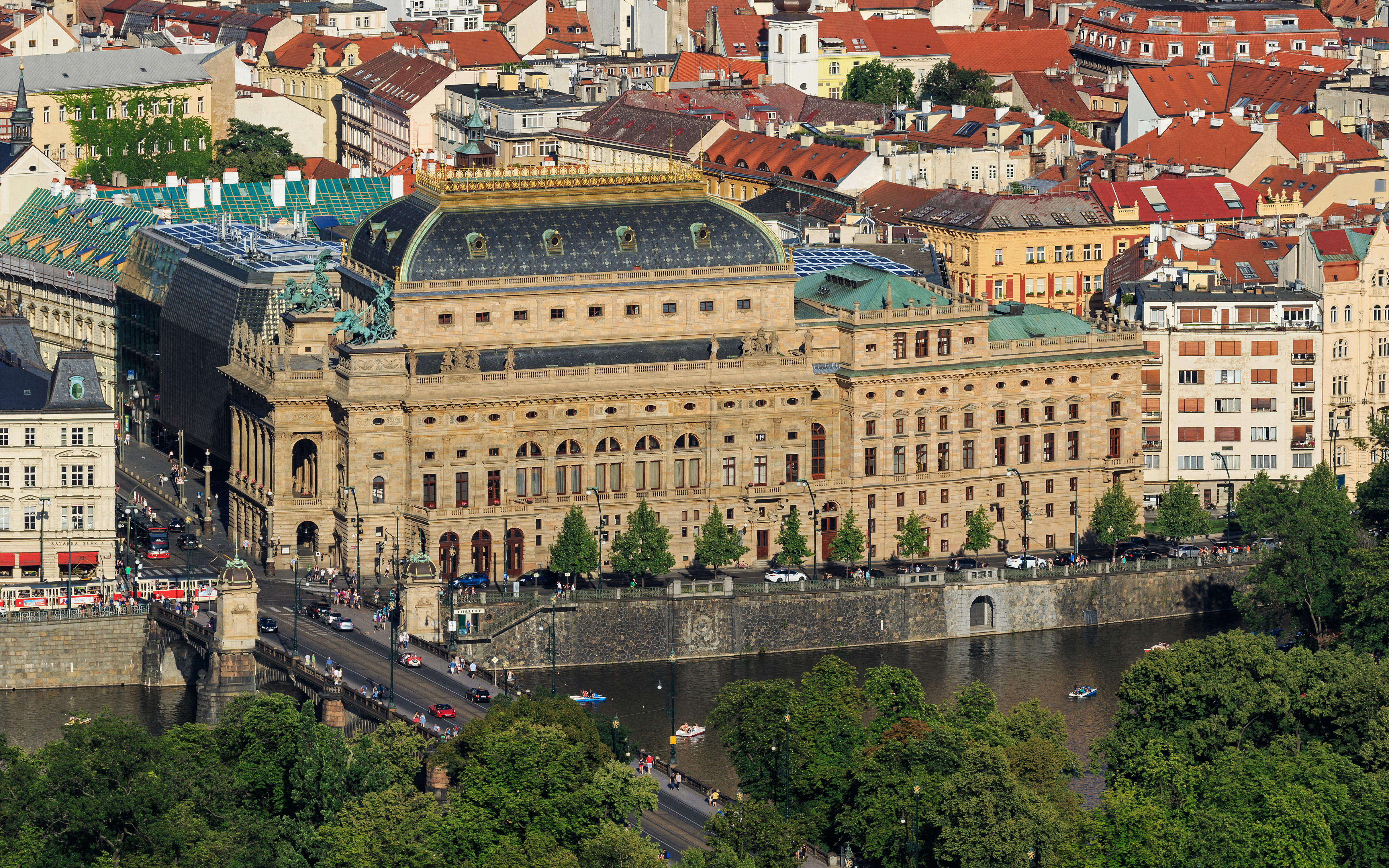
Das Prager Nationaltheater, Symbol der nationalen Wiedergeburt

Der Klassizismus war eine Epoche der europäischen Kunst im Zeitraum zwischen 1760 und 1848 mit dem Ende der Erbuntertänigkeit und eine Gegenbewegung zu den prunkvollen Formen des Barock. Bezogen auf die Literatur bezeichnet es Dichtungen mit Themen aus der Antike, den damaligen Stilformen und deren Übertragung in zeitgenössische Literatur und schöpfte seine Kraft vor allem aus dem Wortschatz und Stil einzelner Autoren. Diese wurden Leitbilder dieser neuen Kulturströmung, deren Werke entscheidend für die Sprach- und Literaturentwicklung in Europa wurde.
Die Religionsfreiheit und die Abschwächung der Zensur unter Joseph II. im Sinne der Aufklärung ermöglichten Bürgerrechte und Meinungsfreiheit. In dieser Zeit des ausgehenden 18. und im 19. Jahrhundert entwickelte sich die nationale Wiedergeburt (národní obrození) mit dem Wunsch nach Unabhängigkeit von der Habsburgermonarchie und einer politischen Selbstständigkeit des tschechischen Volkes. Zu dieser Zeit bestimmte die tschechische Nationalbewegung das kulturelle und politische Klima in Böhmen. Sie stand unter dem Einfluss des beginnenden Panslawismus und Persönlichkeiten aus Politik und Dichtung machten auf die seit langem unbeachtete Sprache und Kultur der Tschechen in Manifesten und Werken aufmerksam. Sie verlangten Anerkennung, Pflege und Gebrauch der tschechischen Sprache. Die Gründung des Nationalmuseums im Jahre 1818 und vor allem das Nationaltheater stellte das Können der tschechischen Künstler und Architekten unter Beweis und stärkten das Selbstbewusstsein des Volkes. Gelasius Dobner begründete mit seiner Kritik an Hájeks Chronik die wissenschaftliche tschechische Geschichtsschreibung.
Zu Beginn beschäftigten sich Gebildete wie der Begründer der tschechischen, heute gültigen Schriftsprache Josef Dobrovský wissenschaftlich mit der Kultur- und Siedlungsgeschichte des tschechischen Volkes in Böhmen. Die tschechische Grammatik wurde auf Basis der hoch entwickelten Literatursprache aus dem 16. Jahrhundert neu beschrieben und kodifiziert. An den Universitäten wurden Lehrstühle für tschechische Sprache errichtet und Gelehrtenkreise formierten sich. Der Verlag Česká expedice des Václav Matěj Kramérius sollte die tschechische Literatur fördern.
In der zweiten Phase der nationalen Erneuerung spielte Dobrovskýs Schüler Josef Jungmann eine zentrale Rolle. Dieser gab Übersichten zu Genies des tschechischen Volkes heraus, suchte Vorbilder in der tschechischen Geschichte und schrieb selbst als Autor. Sein Hauptwerk ist das Tschechisch-Deutsche Wörterbuch (Slovník česko-německý). Das Werk hat einen sprachpatriotischen Hintergrund. Jungmann stellte das Tschechische dem Deutschen als gleichwertig gegenüber, um die Ausdrucksfähigkeit der tschechischen Sprache zu dokumentieren. Dafür nahm er Wörter aus altslawischen Texten, formulierte Neuprägungen und übernahmen Umformulierungen aus dem Deutschen, Russischen und Polnischen. Sein Schüler Bernhard Scheinpflug schrieb Lehrbücher, die nach Einsetzen der allgemeinen Schulpflicht für Kinder von 6 bis 12 Jahren Pflichtlektüre wurden. Ján Kollár brachte die Idee des Panslawismus in der Sammlung Slávy dcera zum Ausdruck. František Ladislav Čelakovský griff auf slawische Volkslieder zurück.
Zwei weitere Schüler Dobrovskýs, Josef Linda und Václav Hanka, simulierten eine seit langem nachweisbare Hochkultur der tschechischen Heldenepik. Sie gelten als Fälscher der sogenannten Königinhofer Handschrift und der Grünberger Handschrift, Heldenlieder in tschechischer Sprache aus dem Mittelalter. In der letzten Phase wurde die nationale Wiedergeburt zu einer Massenbewegung; in Bevölkerungsteilen der tschechischen Unterschicht sogar zum Muss. Patriotische Vereine der Mittelschicht und die Turnbewegungen des Sokol bildeten sich, aber auch wissenschaftliche Gesellschaften, wie die Matice česká und die Matice moravská wurden gegründet. Ein bis heute populäres Werk jener Zeit ist das Kochbuch Domácí kuchařka der Magdaléna Dobromila Rettigová.

## Romantik

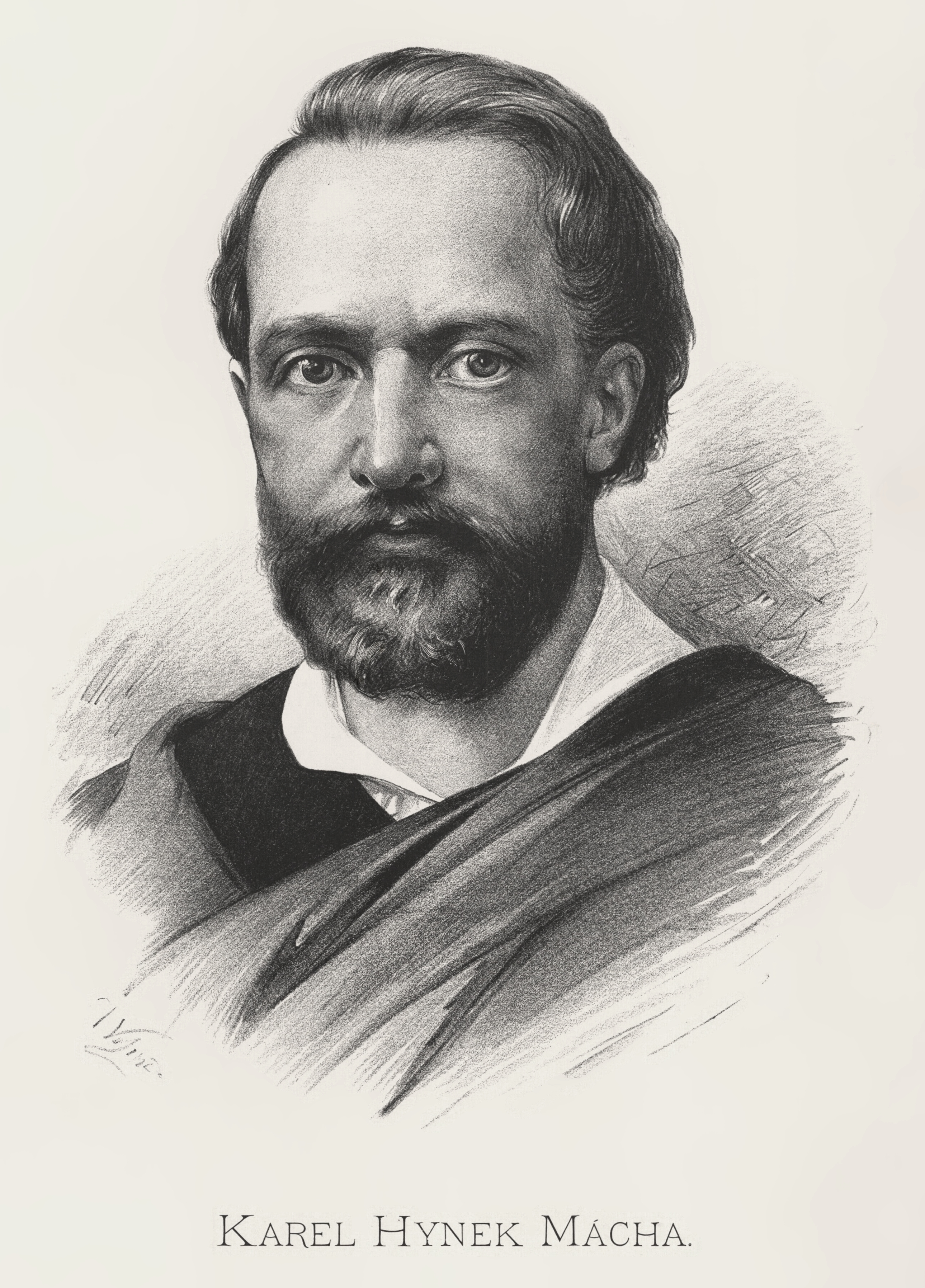
Karel Hynek Mácha

Im Vergleich zu anderen Ländern erreichte die Romantik und das Biedermeier Böhmen und Mähren mit einer Zeitverzögerung und hatte in dem in Südböhmen geborenen Adalbert Stifter (1805–1868) einen Wegbereiter.
Karel Hynek Mácha (1810–1836) gilt als der bedeutendste tschechische Dichter der Romantik. Während seiner zahlreichen Reisen schrieb er sein Hauptwerk Máj. Máj besteht aus vier Gesängen und zwei Intermezzi. Mácha verwendete hier eine außergewöhnliche sprachliche Gestaltung. Er brachte die tschechische Sprache seiner Zeit auf ein sehr hohes literarisches Niveau. Sein Werk ist ein lyrisches Poem, das hochromantisch und hochdramatisch ist. Das Grundthema seines Werks ist die Ausgeliefertheit des Menschen, aber auch die romantische Zerrissenheit (Liebe, Mord, Suizid, Angst vor dem Tod). Man warf ihm vor, er zeige zu wenig Patriotismus, in seinem Werk führe er nur sein eigenes Leid vor, dies sei zu individuell. Er solle sich mehr für Nationales engagieren. Erst die Generation nach Mácha lernte sein Werk zu schätzen, seit der zweiten Hälfte des 19. Jahrhunderts wurde er verehrt.
Karel Jaromír Erben war tschechischer Historiker, Sammler von Volksdichtung und Schriftsteller der Romantik. Genauso wie Mácha beschäftigte sich auch Erben mit der tschechischen Nationaldichtung, vor allem mit der tschechischen Geschichte. Er gab einige Schriften des Jan Hus heraus. Seine bekanntesten Publikationen sind:
- Kytice z pověstí národních (Blumenstrauß nationaler Sagen): 12 Balladen, die Heimat wird mit Thymianstrauch verglichen, der auf dem Grab der Mutter wächst. Schuld und Strafe für Eitelkeit und Habsucht.
- Výbrané báje a pověsti národní jiných větví slovánských (Ausgewählte Sage und Volkslegenden anderer slawischer Stämme, 1869)
- Sto prostonárodních pohádek a pověstí slovanských v nářečích původních (Hundert Märchen und Legenden des einfachen Volkes in den ursprünglichen Dialekten, 1865), 1905 hrsg. als České pohádky von Václav Tille.

Josef Kajetán Tyl war einer der bedeutendsten tschechischen Dramatiker. Außerdem war er Theaterautor und Prosaautor. In den Jahren von 1845 bis 1850 begründete er das tschechische Drama. Zu dieser Zeit entstanden seine dramatischen Bilder aus dem Alltagsleben, wie Des Brandstifters Tochter, die dramatischen Märchen Der Dudelsackspieler aus Strakonitz und die historischen Dramen Die Bergarbeiter aus Kuttenberg, Jan Hus oder Drahomira und ihre Söhne. Aber auch Komödien und Zauberspiele Fidlovačka oder Jiříkovo vidění. Auch der Text zur tschechischen Hymne „Kde domov můj“ stammt von ihm.
Ein Longseller der belehrenden romantischen Lebensbetrachtung ist das Kinderbuch Die Käferchen (Broučci, 1876) des Pfarrers der Böhmischen Brüder Jan Karafiát (1846–1929), das bis heute immer wieder aufgelegt wird.

## Realismus und Naturalismus

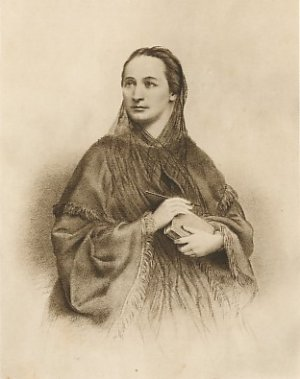
Božena Němcová

Bereits bei Božena Němcová lässt sich ein Übergang von der Romantik zum Realismus erkennen, etwa in ihrem berühmten und noch heute viel gelesenen Roman Babička (Die Großmutter). Zu den bekannten Realisten der tschechischen Literatur zählen Jan Neruda, vor allem mit den Geschichten von der Prager Kleinseite, Vítězslav Hálek, 1861 Redakteur der Národní listy und Karolína Světlá, der ersten Romanautorin mit dem Dorfroman (Vesnický román). Diese drei Autoren zählen u. a. zur Dichtergruppierung der Májovci, benannt nach Máchas Gedicht Máj. Sie zeichnen sich durch Vielseitigkeit aus und sind als Schriftsteller und im Journalismus tätig. Weitere Autoren sind u. a. Teréza Nováková und Karel Václav Rais.
Nach dem Jahr 1868 entwickelt sich die tschechische Literatur in zwei Richtungen, die sich teilweise überschneiden. Die Richtung der Autorengruppe Ruch war nationaltschechisch, ihre Publikationen erschienen in den Zeitschriften „Osvěta“ und „Květy“. Zu ihren wichtigsten Vertretern zählen Svatopluk Čech (Die wahre Reise des Herrn Brouček zum Mond), Jakub Arbes mit der Sondergattung des Romaneto, z. B. Newtons Gehirn, Eliška Krásnohorská, welche die Schulbildung der Mädchen und die Frauenrechte erstmals in den Vordergrund stellte und Karel Klostermann, der den Böhmerwald und seine Bewohner in den Mittelpunkt seines Schaffens stellte.
Die Autoren der Gruppe Lumír wandten sich von nationalen Interessen ab und einer kosmopolitischen ästhetisch geprägten Dichtung (l’art pour l’art) zu und werden deshalb als Vorboten der Moderne gesehen. Zu ihnen zählen Jaroslav Vrchlický mit Zlomky epopeje, (dt. Bruchstücke einer Epopöe), Julius Zeyer (Drei Legenden über das Kruzifix) und Václav Beneš Třebízký. Josef Václav Sládek, der Redakteur der Zeitschrift Lumír, ist seinen poetischen Publikationen nach eher der Autoren-Bewegung Ruch zuzuordnen, seine Dichtung orientiert sich stark an Volksliedern.
Der Hauptvertreter des tschechischen Naturalismus ist Karel Matěj Čapek-Chod mit Der Rächer Kašpar Len. Wie für den Naturalismus kennzeichnend, wird bei ihm anhand des Schicksals der Hauptperson gezeigt, wie Umwelt und Triebe ein Leben zerstören. Der naturalistische Determinismus ist aber nicht so stark ausgeprägt wie im französischen Naturalismus.

## Jahrhundertwende

### Die Tschechische Moderne

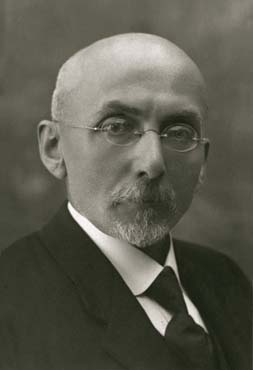
Otokar Březina

Ab 1894 erschien die Zeitschrift Moderní revue in der die dekadenten Schriftsteller Jiří Karásek ze Lvovic, Arnošt Procházka und Karel Hlaváček veröffentlichten. Die zweite Gruppierung der Moderne wurde 1895 mit dem von Josef Svatopluk Machar und František Xaver Šalda geschriebenen Manifest Česká moderna ins Leben gerufen. Darin werden künstlerische Freiheit und Individualität und die Loslösung von der patriotischen Tendenz und vom Nationalismus proklamiert. Des Weiteren setzen sich die Vertreter offen für die Emanzipation der Frauen und ein allgemeines Wahlrecht ein. Zu den Unterzeichnern des Manifests gehören Otokar Březina, mit seinen Gedichten der kosmischen Harmonie und Vilém Mrštík. Antonín Sova verfasst stimmungsvolle Naturgedichte und ist der wichtigste tschechische Impressionist, wendet sich in anderen Gedichten aber dem Symbolismus zu.
Die Gruppierung der Rebellen oder Stürmer (buřiči nach dem gleichnamigen Gedichtband von Viktor Dyk) lehnte Symbolismus und Dekadenz ab und forderte Haltung und Kampf. Zu den Stürmern gehören etwa Stanislav Kostka Neumann, Karel Toman und František Gellner (Nach uns die Sintflut). Petr Bezručs Anliegen war vor allem die Unterdrückung der Bevölkerung im peripheren Schlesien.
In Prag entstand eine rege Szene der Kaffeehausliteratur. Auch deutschsprachige Literaten wie Gustav Meyrink (Der Golem), Egon Erwin Kisch, Max Brod und Friedrich Torberg prägten das literarische und journalistische Leben in Prag. Als Literatencafés wurden das „Continental“, das „Café Arco“, das „Café Union“ das „Café Slavia“ bekannt. Weltruhm erlangte Franz Kafka, der aus dem Prager Kreis um Max Brod hervorging, dem auch Felix Weltsch, Oskar Baum und Ludwig Winder angehörten. Der Verein „Wefa“ umfasste viele Autoren, die heute kaum noch bekannt sind, wie Friedrich Adler. Einem anderen Verein, dem neuromantischen Kreis Jung-Prag, gehörten zum Beispiel Rainer Maria Rilke, Meyrink, der beruflich in Prag zu tun hatte, und der junge Franz Werfel an.

### Vorkriegsavantgarde
Die Avantgarde will die neuen technischen und gesellschaftlichen Entwicklungen literarisch fassen. Im Jahre 1911 gründete sie die Gruppe Gruppe bildender Künstler Mánes, der neben den bildenden Künstlern des Kubismus wie Emil Filla und Bohumil Kubišta auch Schriftsteller wie František Langer, Josef und Karel Čapek sowie dessen Schwiegervater Karel Scheinpflug angehörten. Sie veröffentlichten mit Stanislav Kostka Neumann und Otakar Theer den „Almanach na rok 1914“ (Almanach über das Jahr 1914). In dieser Sammlung wurden Ansichten über Literatur, Poesie, Malerei, Architektur und Übersetzungen neuer französischer Poesie publiziert.

### Der Erste Weltkrieg

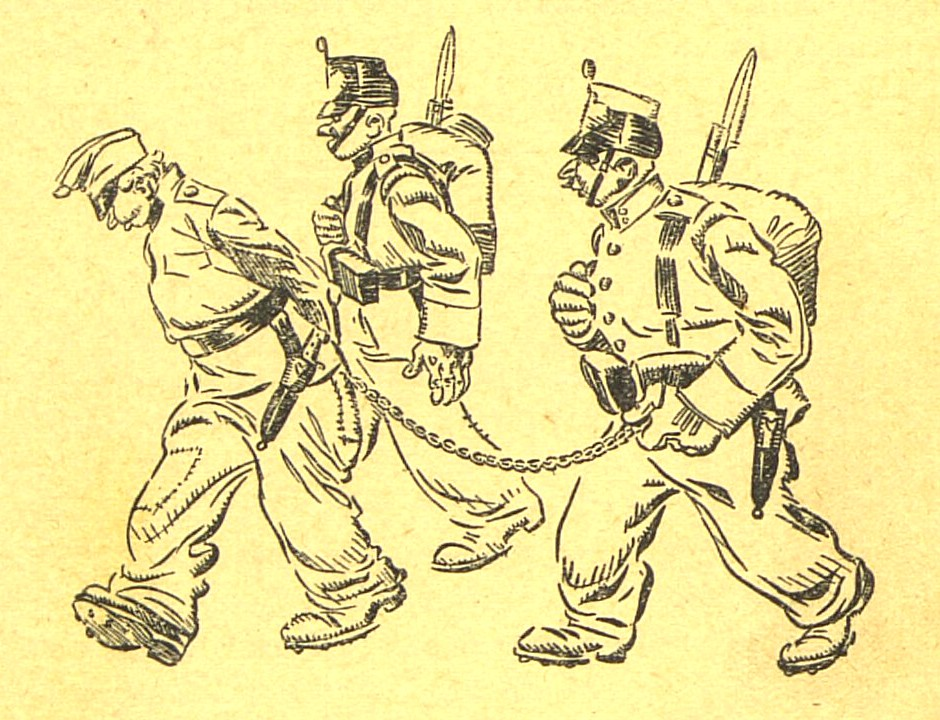
Der brave Soldat Švejk

Der Erste Weltkrieg bedeutete eine Zäsur der bestehenden Kultur. Es kam 1914 zur Mobilisierung der Massen und Technisierung des Krieges. Politiker wie Tomáš Garrigue Masaryk und Schriftsteller wie Josef Svatopluk Machar und Viktor Dyk wurden unterdrückt und Gedenkfeiern für Jan Hus untersagt. Die tschechischen Schriftsteller forderten im sogenannten „Mai-Manifest“ nationale Unabhängigkeit für ihre Heimat. Die Kriegssituation bzw. politische Situation bewirkte einen Rückfall in die national-patriotische Thematik, wie in Viktor Dyks Země mluví (Die Erde spricht) erkennbar ist. Erlebnisse vom Frontgeschehen schildert Jaromír John in der Erzählsammlung Večery na slamníku (Abende auf dem Strohsack). Unter den tschechischen Soldaten, die desertierten und sich zur sogenannten Revolutionsarmee formierten war Jaroslav Hašek. Sein zuerst als „minderwertig“ abgestempelter Anti-Kriegsroman Osudy dobrého vojáka Švejka za světové války (dt. Die Abenteuer des braven Soldaten Schwejk) wurde ein Klassiker der Weltliteratur, der satirisch die Verkommenheit der Armee und die Absurdität des Krieges offenlegt.

## Zwischenkriegszeit

### Die Devětsil-Bewegung
Die Devětsil (= Neunmalstark oder Pestwurzen) war eine linke Gruppierung der tschechischen Avantgarde. Der Name soll von den Brüdern Karel und Josef Čapek stammen. Sie brachten den Künstlerbund in Verbindung mit einem als unverwüstlich gesehenen Wachstum. Dichter, Filmregisseure, Maler, Architekten, Musiker versammelten sich nach Gründung der Tschechoslowakei im Jahr 1918 zu einem Treffen am 5. Oktober 1920 und begründeten diese Gruppierung. Die Mitglieder arbeiteten mit Stilmitteln der proletarischen Kunst, des magischen Realismus und später des Poetismus. Der Künstlerbund hatte auf das künstlerische Leben in Böhmen und Mähren Einfluss. Sein Motto lautete: „Na tváři lehký žal, / hluboký v srdci smích“. Bekannte Devětsil-Mitglieder waren Jaroslav Seifert, Vítězslav Nezval, František Halas, Konstantin Biebl, Vladislav Vančura und Karel Teige.

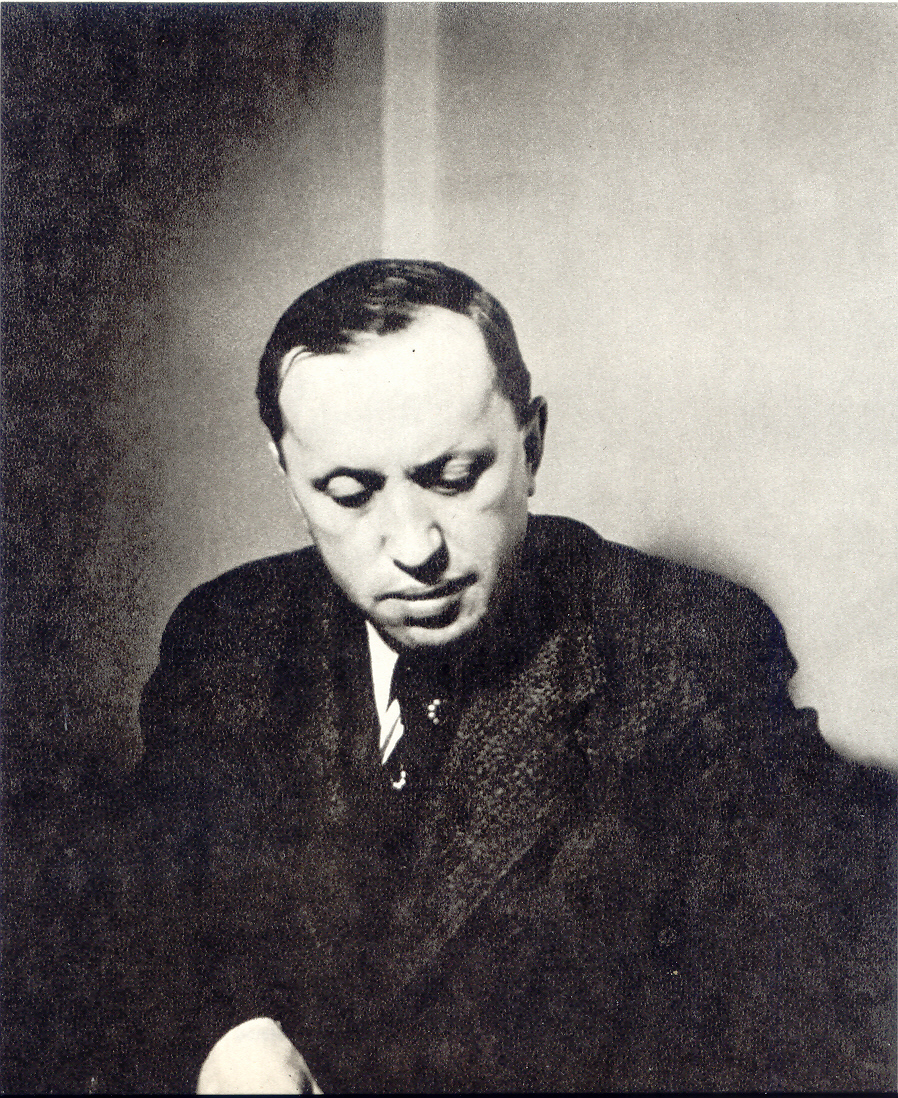
Karel Čapek, vor 1939

Bis heute berühmt durch ihre Utopien und Antiutopien sind die Brüder Josef und Karel Čapek, beide tschechische Schriftsteller. Josef war nebenbei Maler, Grafiker und Fotograf. Er illustrierte die meisten Werke seines Bruders Karel. Berühmt ist er auch als Urheber des Wortes „Roboter“, das Karel in seinem Theaterstück „R.U.R.“ benutzte. Josef veröffentlichte zusammen mit seinem Bruder zahlreiche Schauspiele und Erzählungen. Karel widmete sich dem Drama, dem Realismus und hauptsächlich der utopischen Literatur. In seinen phantastisch-utopischen Romanen beschreibt er seine Sicht auf die Entwicklung der menschlichen Gesellschaft. Seine Werke sind Musterbeispiele an tschechischer Sprache und slawischem Humor. Zu erwähnen sind:
- Továrna na Absolutno (Fabrik des Absoluten, 1922): Karburator macht billige Energiegewinnung möglich, Nebenprodukt Absolutes – Gott in chemisch reiner Form – führt zum Weltkrieg. Keine durchgehende Handlung – Episoden, die als einzelne für Beilagen der Lidové noviny geschrieben wurden.
- Krakatit (1924): Chemiker entwickelt Sprengstoff, der die Welt zerstören kann. Er gerät daher unter Einfluss der Großmächte. Es kommt zur Explosion, der Held trifft aber auf Gott.
- R.U.R. (Rossum’s Universal Robots, 1920): wurde ein Welterfolg und in 30 Sprachen übersetzt.
- Válka s mloky (Der Krieg mit den Molchen, 1936): dystopischer Roman

### Surrealismus
Diese Kunstrichtung entstand in den frühen 1920er-Jahren in Paris. Sie versuchte das Unwirkliche und Traumhafte der gesellschaftlichen Realität sowie die Tiefen des Unbewussten abzuschätzen und darzulegen. Merkmale des Surrealismus sind Mystifikationen des Absurden, Verfremdung und Automatismus (spontane Schreibtechniken). Bekannte tschechische Surrealisten waren Richard Weiner, der auch in Paris lebte, (Hra doopravdy), Vítězslav Nezval und Karel Teige. Karel Hynek Mácha war eine große Inspiration für sie mit Ani labuť ani Lůna (dt. Weder Schwan noch Mond, 1936).

### Prager Frühling

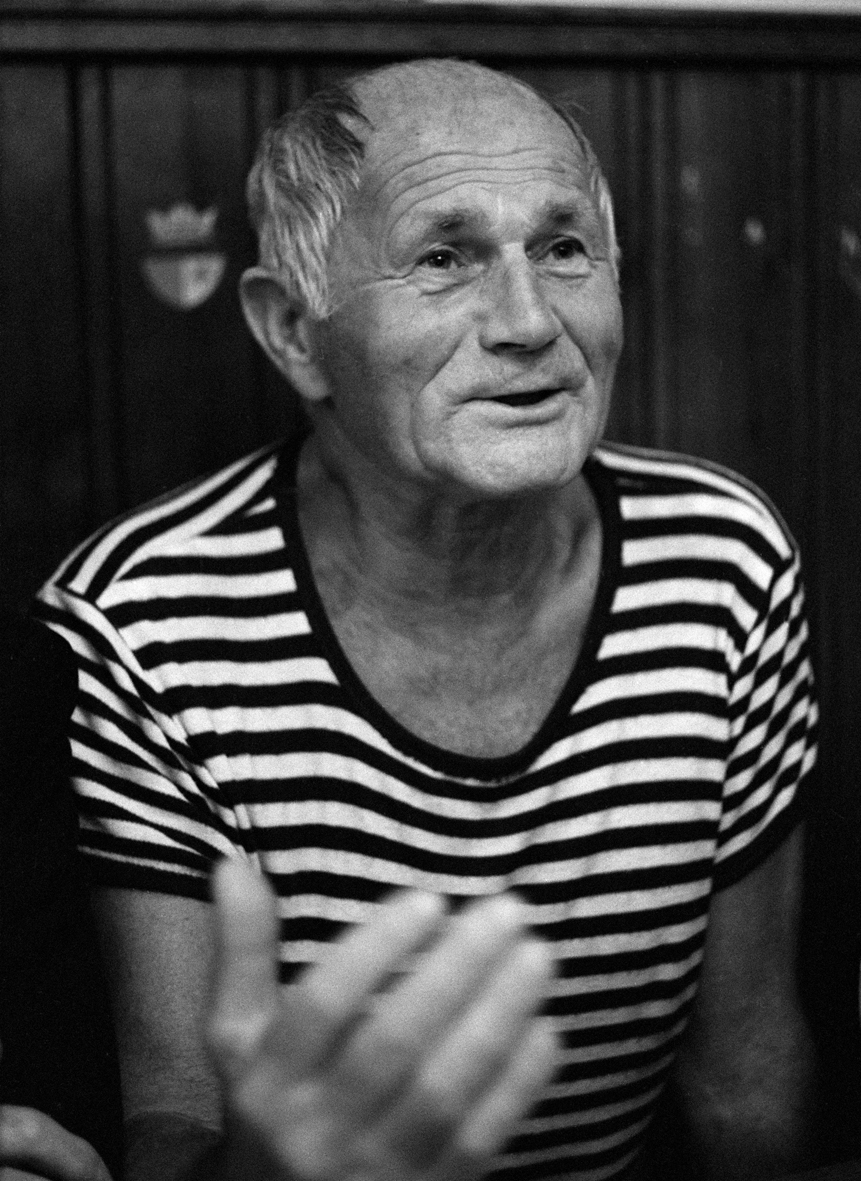
Bohumil Hrabal

### Nach 1968

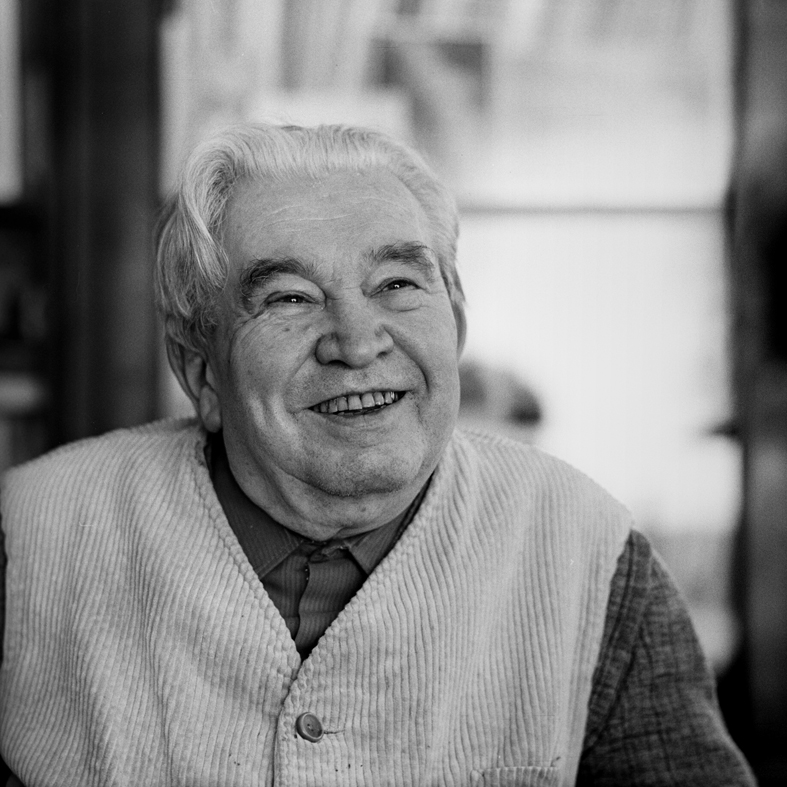
Jaroslav Seifert, tschechischer Literaturnobelpreisträger (Foto von Hana Hamplová 1981)

## Gegenwart

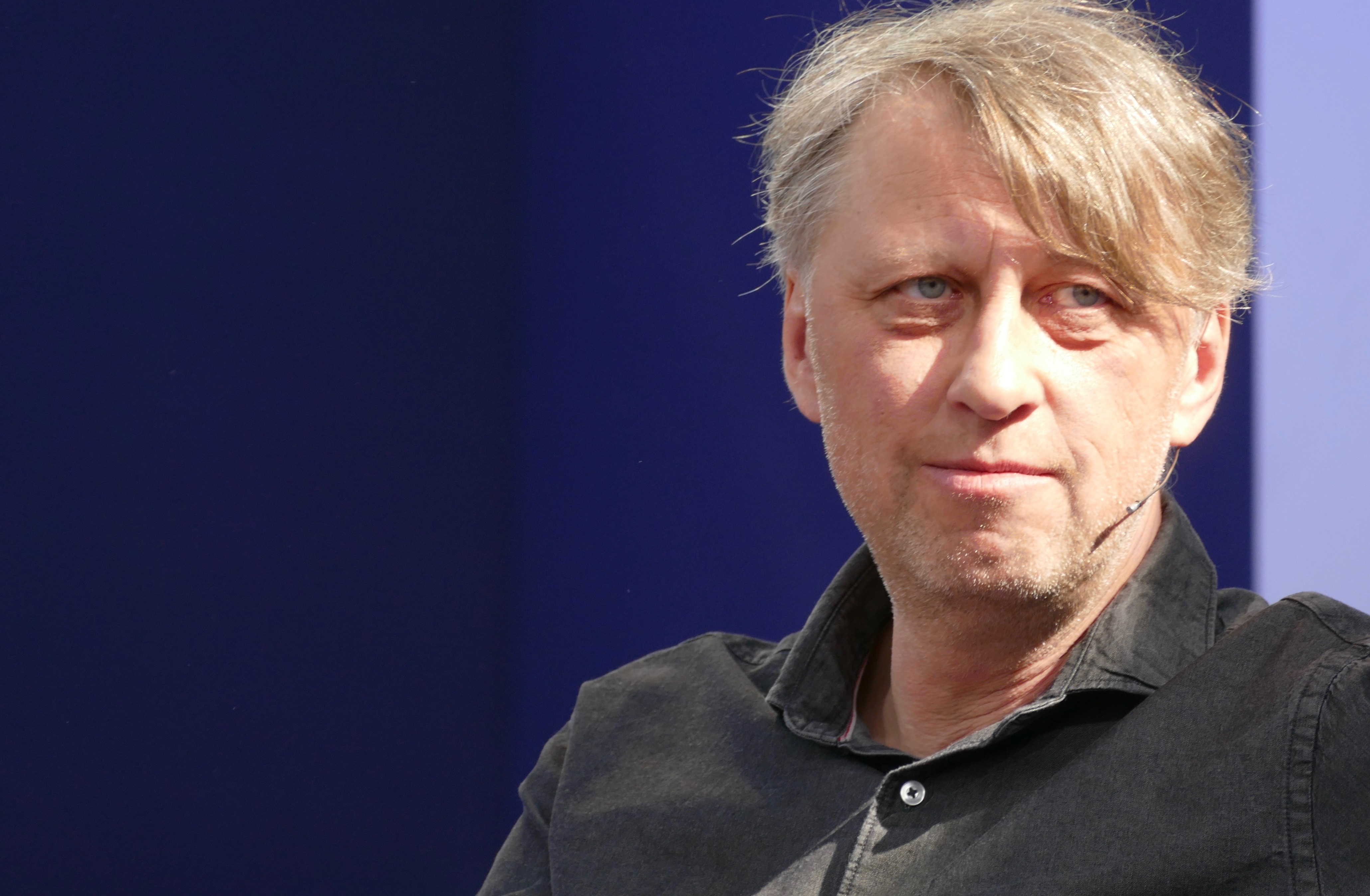
Jáchym Topol

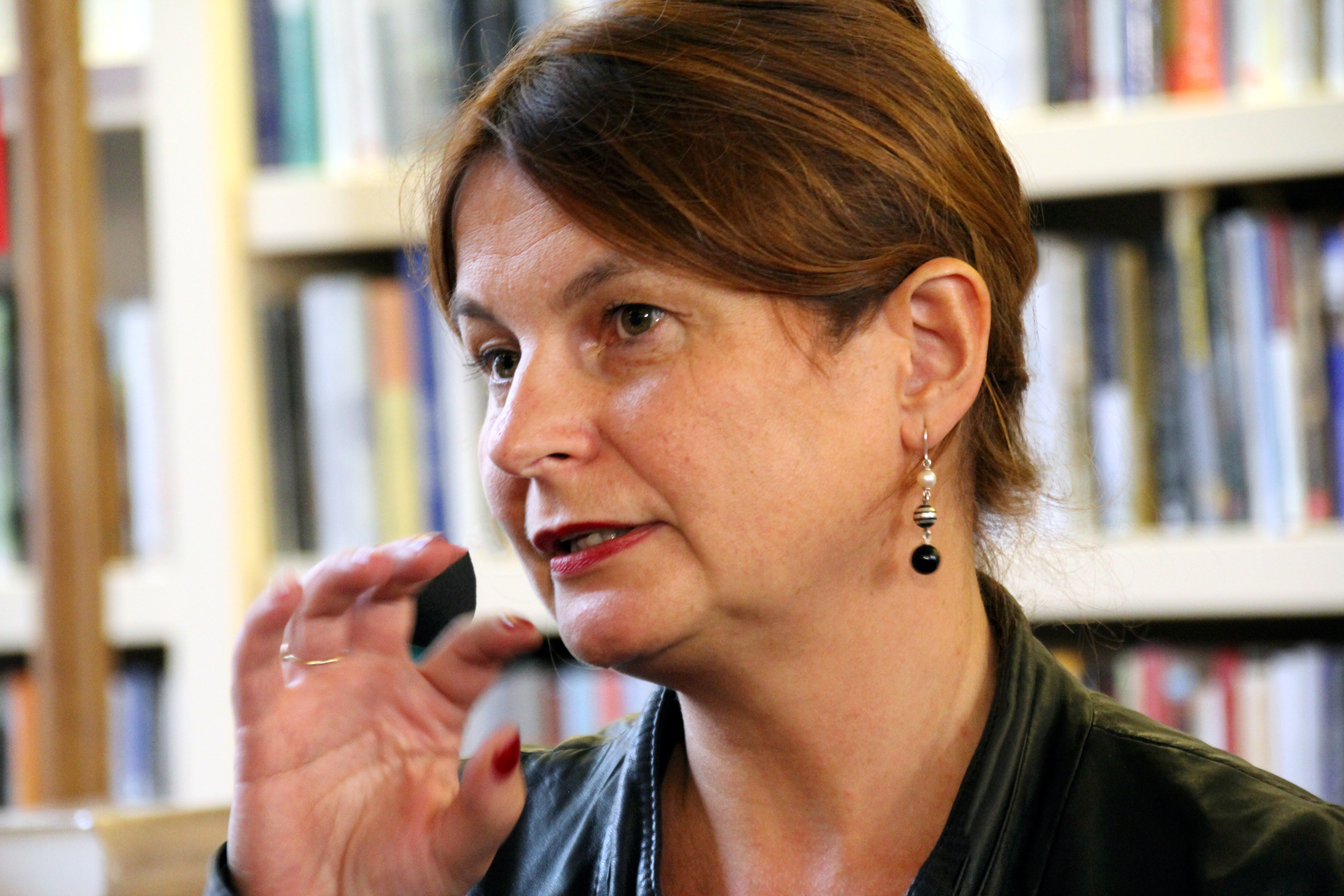
Radka Denemarková (2013)